# Trifluormethoxybenzol
Trifluormethoxybenzol (auch (Trifluormethoxy)benzol) ist eine chemische Verbindung aus der Gruppe der Anisole.

## Gewinnung und Darstellung
Trifluormethoxybenzol kann durch Hydrogenolyse aus 4-Chlor-1-(trifluormethoxy)benzol hergestellt werden.

## Verwendung
Trifluormethoxybenzol wird als Zwischenprodukt für die Herstellung von fluoraromatischen Pflanzenschutzmitteln verwendet. Indoxacarb, Triflumuron, Thifluzamid, Flurprimidol und Flucarbazon-Natrium basieren auf Trifluormethoxybenzol.